# Route nationale 68
La route nationale 68 (RN 68 o N 68) è stata una strada nazionale francese che partiva da Neuweg e terminava a Lauterbourg. Negli anni settanta venne completamente declassata a D468, a parte un tratto riassegnato alla N83.

## Percorso
Si sviluppava per intero lungo la sponda sinistra del Reno. Partiva dall’incrocio con la N66 presso La Chaussée, oggi Neuweg, tra i comuni di Saint-Louis e Bartenheim. Viaggiava verso nord passando per Kembs ed altri piccoli centri. Dopo Neuf-Brisach dall’Alto Reno entrava nel dipartimento del Basso Reno, dove attraversava Marckolsheim.
Tra Illkirch-Graffenstaden e Strasburgo si trova l’unica sezione ancora classificata come nazionale, ma sotto la nomenclatura di N83. In seguito la D468 prosegue verso nord-est servendo Gambsheim, Herrlisheim, Drusenheim e Seltz. A Lauterbourg si concludeva in corrispondenza del confine con la Germania, oltre il quale comincia la Bundesstraße 9.